# 330
330是一個在329和331之間的自然數。

## 數學性質
- 合數，正因數有1、2、3、5、6、10、11、15、22、30、33、55、66、110、165和330。
質因數分解為{\displaystyle 2\times 3\times 5\times 11}。
- 第77個過剩數，真因數和為534，盈度為204。前一個為324、下一個為336。
  - 第78個半完全數，和為本身的其中一組因數為1、 2、 3、 5、 10、 11、 15、 22、 30、 55、 66、 110。前一個為324、下一個為336。
- 無平方數因數的數。
- 第92個十进制的哈沙德數。前一個為324、下一個為333。
- 十进制的奢侈數。
- 第15個五角数
- 第8個五胞体数
- 三角函數中 sin330° = - 1/2 , cos330° = √3/2 , tan330° = - 1/√3 。此外 330° = 11π/6 rad 。

## 其他領域
- 前330年
- 330年
- 3月30日
- 330年代
- 330國道
- BMW 3系列中的330i。
- 空中巴士A330
- 賊肉330
- 食品添加剂国际编码系统中的330：指柠檬酸
- 桃園市桃園區的郵遞區號
- NR330，珀麗灣主要對外巴士路線之一